# Уинслоу, Эдвард
Эдвард Уинслоу (англ. Edward Winslow, также Edward Winslow II; 1595—1655) — один из пассажиров «Мейфлауэр», американский государственный деятель, трижды избиравшийся губернатором Плимутской колонии.

## Биография
Родился 18 октября 1595 года и был старшим сыном Эдварда Уинслоу-старшего из Дройтуича, Вустершир, Англия, и его жены Магдалины Оливер. Отец Эдварда родился 17 октября 1560 года и был потомком семьи Уинслоу из местечка Кемпси, которая существовала в графстве Вустершир по крайней мере с 1500 года. У Эдварда было четыре младших брата: Гилберт (сопровождавший его на «Мэйфлауэре» в 1620 году), Джон, Джозиа и Кенелм — все они последовали за Эдвардом и Гилбертом в Америку в течение следующего десятилетия.
С апреля 1606 по апрель 1611 года Эдвард Уинслоу посещал Королевскую школу в Вустерском соборе под руководством священника и учителя Генри Брайта. В августе 1613 года он стал подмастерьем и работал в Лондоне, в 1617 году он переехал в Голландию в город Лейден, чтобы присоединиться к тамошней английской церкви (Separatist church) сепаратистов в изгнании. Помогал старейшине Уильяму Брюстеру в работе его незаконной типографии. Брюстер и молодой Эдвард Уинслоу в 1618 году стали ответственны за религиозный трактат Perth Assembly, критикующий английского короля и его епископов. За это король Англии Яков I распорядился найти и арестовать Уильяма Брюстера, однако это не удалось — его защитили власти Голландии, и вскоре он уехал в Америку.

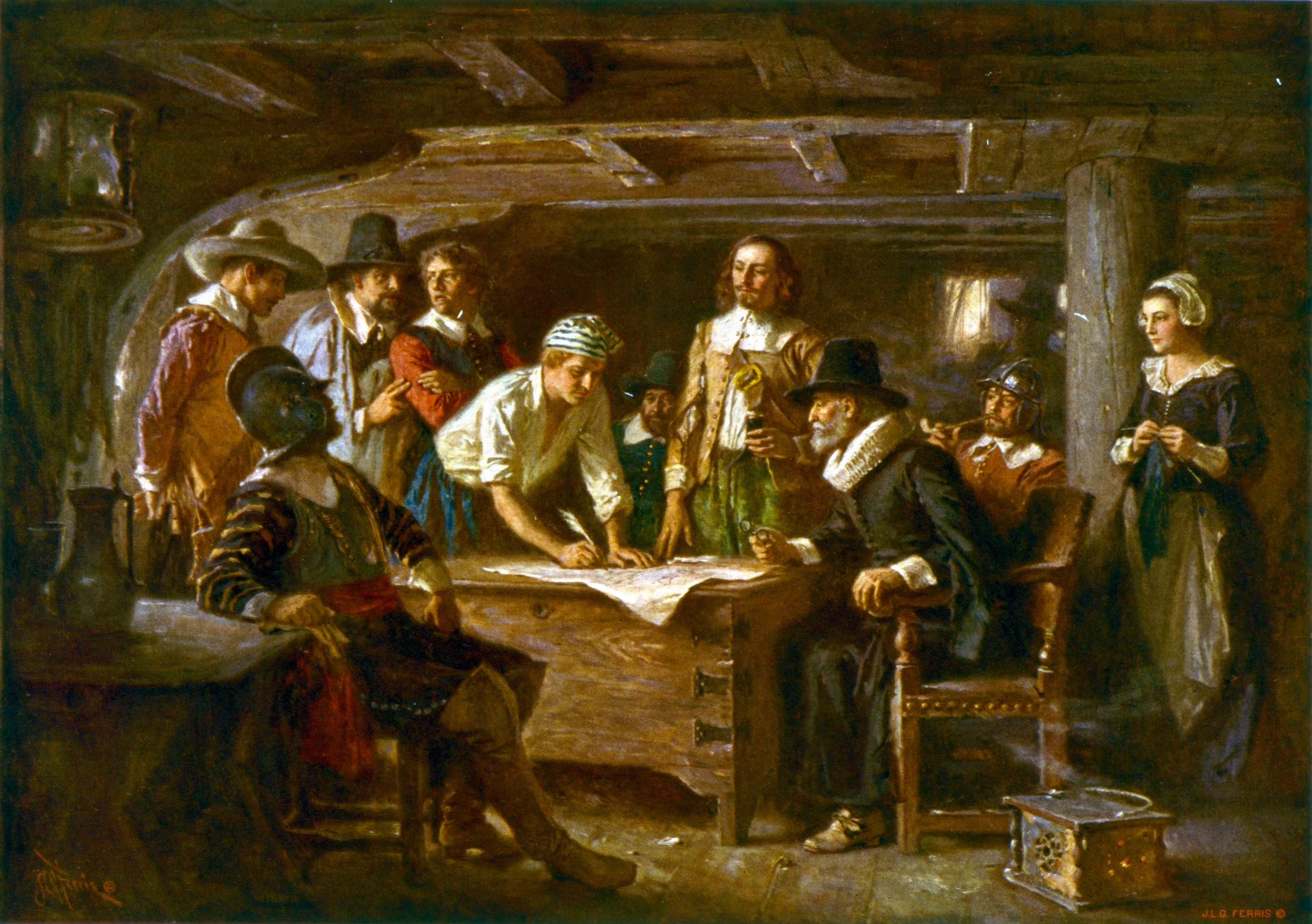
Подписание «Мэйфлауэрского соглашения»: Эдвард Уинслоу — в центре, выполняет подпись.

27 апреля 1618 года Эдвард Уинслоу женился в Лейдене на Элизабет Баркер. Вместе с женой они вошли в группу лейденских сепаратистов, которые решили уехать подальше от Англии и репрессивного режима Якова I, чтобы более свободно исповедовать свои религиозные убеждения. На отплывающем в Америку корабле «Мейфлауэр» вместе с супругами Уинслоу уехали его брат Гилберт, семейный помощник Джордж Соул и юноша Элиас Стори (Elias Story). «Мэйфлауэр» покинул английский Плимут 16 сентября 1620 года. 19 ноября 1620 года, путешественники заметили землю, которой оказался мыс Код Хук (Cod Hook). После нескольких дней попыток добраться на юг к запланированному месту назначения — Виргинской колонии, опасное зимнее море вынудило их вернуться в убежище на мысе Код Хук (в настоящее время в гавани Провинстауна), где они бросили якорь 21 ноября. В этот же день на борту «Мейфлауэра» было подписано Мэйфлауэрское соглашение.
24 марта 1621 года умерла Элизабет Баркер — жена Эдварда Уинслоу. 12 мая этого же года он женился на Сюзанне Уайт, которая потеряла мужа 21 февраля 1621 года и осталась с двумя детьми. Эдвард и Сюзанна стали первой парой, поженившейся в колонии Плимут, на церемонии их свадьбы присутствовал губернатор Уильям Брэдфорд.
Уинслоу подружился с местным вождем вампаноагов — Массасойтом, люди которого вели торговлю с колонистами. В 1632 году он совершил исследовательское путешествие по реке Коннектикут для колонизации местности. Предполагается, что он высадился и создал поселение, которое стало называться Уинсором. Эдвард Уинслоу был опытным дипломатом, сотрудничавшим в интересах Плимутской колонии в отношениях с английскими официальными лицами. Трижды он становился губернатором колонии: в 1633—1634, 1636—1637 и 1644—1645 годах.
Когда в начале 1640-х годов в Англии началась гражданская война, некоторые поселенцы Плимутской колонии вернулись в Англию, чтобы объединить усилия по свержению правящего короля Карла I. C 1646 году Эдвард Уинслоу служил у Оливера Кромвеля. В 1649 году, после казни Карла I, Уинслоу планировал вернуться в Америку, но оказался вовлеченным в события родной Англии. В Плимутскую колонию он больше не вернётся.
Недолгое время он жил в Клапеме, графство Суррей, вместе с рядом радикальных пуританских купцов, которые поддержали его кампанию по отправке миссионеров к индейцам Северной Америки.

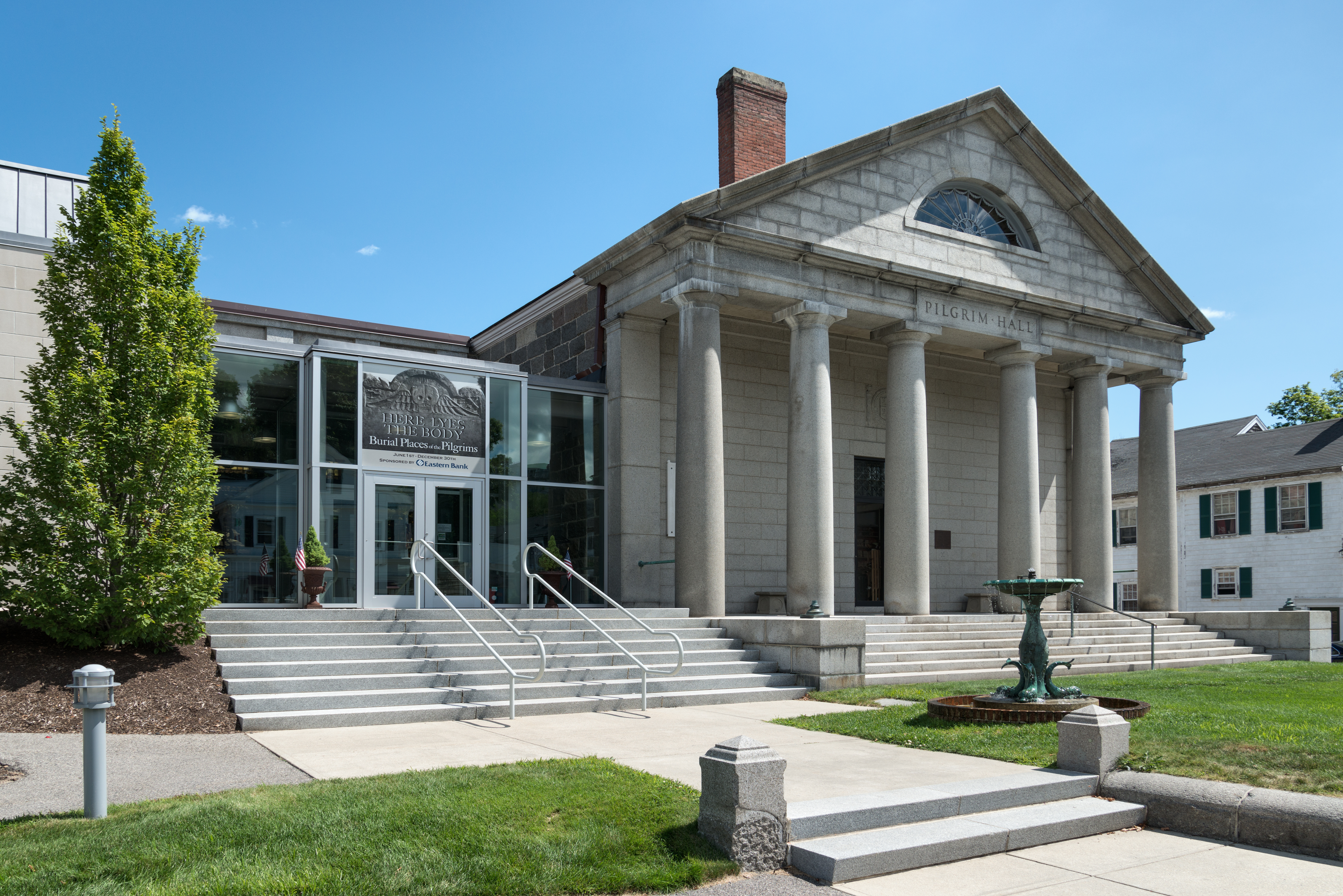
Pilgrim Hall Museum

В 1654 году Уинслоу был комиссаром английской военно-морской экспедиции на Карибах против испанцев в Вест-Индии. Эдвард заболел жёлтой лихорадкой и умер 8 мая 1655 года недалеко от Ямайки и был похоронен в море. На кладбище Old Winslow Burying Ground города Маршфилд, штат Массачусетс. имеется кенотаф с именем Эдварда Уинслоу и его жены Сюзанны. Также на кладбище есть мемориальный камень с надписью «Эдвард Уинслоу, основатель Маршфилда».
Эдвард Уинслоу — единственный из первоначальных колонистов Плимута, у которого сохранился портрет, написанный с натуры. Вместе с другими портретами его родственников и различными семейными артефактами он находится в музее Pilgrim Hall Museum в Плимуте, штат Массачусетс.